# Polisportiva Comunale Almennese Atalanta Femminile 2009-2010
Questa voce raccoglie le informazioni riguardanti la Polisportiva Comunale Almennese Atalanta Femminile nelle competizioni ufficiali della stagione 2009-2010.

## Stagione
Nel campionato di Serie A 2009-2010 il club terminò all'11º posto e fu retrocesso in Serie A2.

In Coppa Italia fu eliminata alla seconda fase a Torino dalla Juventus (0-2).

## Divise e sponsor
La tenuta di gioco riprendeva quella utilizzata dall'Atalanta maschile, con quella interna classica con maglia a strisce nerazzurre con colletto a V nero, abbinata a calzoncini e calzettoni neri e quella esterna completamente bianca, mentre il fornitore delle tenute era Erreà.
| 1ª divisa |  | 2ª divisa |

## Organigramma societario
Area amministrativa
- Presidente: Michele Maraglino
- Vice Presidente: Osvaldo Zonca
- Segretario e Consigliere: Giacomo Mangili
- Direttore Tecnico e Consigliere: Michele Zonca
- Consigliere: Piera Rota
- Osservatore nuove leve: Giacomo Mangili
- Ufficio Stampa: Luciano Bachetti
- Responsabile Vestiario: Piera Rota
- Responsabile Magazzino: Costantino Rodeschini
- Altri Collaboratori: Fabrizio Rota, Gianluigi Rota, Maria Assunta Mapelli, Antonietta Rodeschini, Virgilio Legramanti, Corrado Cesareni

Area tecnica
- Allenatore: Michele Zonca
- Allenatore in seconda:
- Preparatore atletico:
- Preparatore dei portieri:

Area sanitaria
- Responsabile sanitario:
- Medico sociale:
- Massofisioterapista:
- Massofisioterapista:
- Fisioterapista:

## Rosa

### Serie A
| N. |                   | Ruolo | Calciatrice        |
| -- | ----------------- | ----- | ------------------ |
|    | Italia (bandiera) | P     | Carlotta Filippi   |
|    | Italia (bandiera) | P     | Monica Gamba       |
|    | Italia (bandiera) | P     | Roberta Rota       |
|    | Italia (bandiera) | P     | Margherita Salvi   |
|    | Italia (bandiera) | D     | Claudia Benedetti  |
|    | Italia (bandiera) | D     | Alessia Bonati     |
|    | Italia (bandiera) | D     | Marta Brasi        |
|    | Italia (bandiera) | D     | Samantha Ceroni    |
|    | Italia (bandiera) | D     | Charlene Fenaroli  |
|    | Italia (bandiera) | D     | Chiara Nespoli     |
|    | Italia (bandiera) | D     | Valentina Pedretti |
|    | Italia (bandiera) | D     | Eleonora Piacezzi  |
|    | Italia (bandiera) | D     | Chiara Poeta       |
|    | Italia (bandiera) | D     | Giorgia Spinelli   |
|    | Italia (bandiera) | D     | Michela Teli       |
|    | Italia (bandiera) | C     | Chiara Barcella    |
|    | Italia (bandiera) | C     | Alessandra Caio    |

| N. |                   | Ruolo | Calciatrice          |
| -- | ----------------- | ----- | -------------------- |
|    | Italia (bandiera) | C     | Giulia Ferrandi      |
|    | Italia (bandiera) | C     | Chiara Frigerio      |
|    | Italia (bandiera) | C     | Nicoletta Puja       |
|    | Italia (bandiera) | C     | Andrea Scarpellini   |
|    | Italia (bandiera) | C     | Giulia Spini         |
|    | Italia (bandiera) | A     | Valentina Bianchessi |
|    | Italia (bandiera) | A     | Cristina Bonometti   |
|    | Italia (bandiera) | A     | Valentina Giacinti   |
|    | Italia (bandiera) | A     | Monica Iustoni       |
|    | Italia (bandiera) | A     | Manuela Mangili      |
|    | Italia (bandiera) | A     | Alessia Pandolfi     |
|    | Italia (bandiera) | A     | Alessandra Rota      |
|    | Italia (bandiera) | A     | Roberta Picchi       |
|    | Italia (bandiera) | A     | Daniela Pizzi        |
|    | Italia (bandiera) | A     | Eleonora Prost       |
|    | Italia (bandiera) | A     | Penelope Riboldi     |

## Calciomercato

### Sessione estiva
| Acquisti | Acquisti             | Acquisti  | Acquisti   |
| R.       | Nome                 | da        | Modalità   |
| -------- | -------------------- | --------- | ---------- |
| D        | Samantha Ceroni      | Brescia   | definitivo |
| A        | Valentina Bianchessi | Mozzanica | definitivo |
| A        | Manuela Mangili      | Mozzanica | definitivo |
| A        | Daniela Pizzi        | Mozzanica | definitivo |

| Cessioni | Cessioni         | Cessioni  | Cessioni                 |
| R.       | Nome             | a         | Modalità                 |
| -------- | ---------------- | --------- | ------------------------ |
| P        | Alessia Gritti   | Mozzanica | definitivo               |
| D        | Maruska Bernardi | Mozzanica | definitivo               |
| D        | Eleonora Catania | Mozzanica | definitivo               |
| D        | Monica Mammana   |           | fine attività agonistica |
| D        | Marianna Rota    | Mozzanica | definitivo               |
| C        | Raide Ravasio    |           |                          |

### Sessione invernale
| Acquisti | Acquisti       | Acquisti | Acquisti   |
| R.       | Nome           | da       | Modalità   |
| -------- | -------------- | -------- | ---------- |
| D        | Alessia Bonati | Reggiana | definitivo |
| A        | Eleonora Prost | Reggiana | definitivo |

| Cessioni | Cessioni        | Cessioni | Cessioni   |
| R.       | Nome            | a        | Modalità   |
| -------- | --------------- | -------- | ---------- |
| C        | Giulia Ferrandi | Brescia  | definitivo |

## Risultati

### Serie A

#### Girone di andata
| Arbitro: | Federico Fossanova (Milano) |

|  |           |                                              |
|  | Marcatori | 25’ Domenichetti 45’, 50’ Panico 77’ Fuselli |

| Arbitro: | Gabriele Bellanca (Genova) |

|                                                  |           |             |
| Sodini 18’ (rig.), 55’ Carissimi 22’ Rosucci 91’ | Marcatori | 77’ Mangili |

| Arbitro: | Armando Gentile (Lodi) |

|                             |           |                          |
| Scarpellini 26’ Mangili 36’ | Marcatori | 53’ Sedonati 76’ Zanetti |

| Arbitro: | Enrico Zanolla (Belluno) |

|               |           |             |
| Capovilla 56’ | Marcatori | 70’ Mangili |

| Arbitro: | Giampaolo Mantelli (Brescia) |

|                                  |           |                                                             |
| Bonometti 87’ (rig.) Riboldi 90’ | Marcatori | 8’ Volpi 19’ Pasqui 27’, 57’ Barreca 72’, 89’, 92’ Marchese |

| Arbitro: | Alessio Saccenti (Modena) |

|            |           |             |
| Parejo 45’ | Marcatori | 90’ Mangili |

| Arbitro: | Jacopo Rossi (Lecco) |

|               |           |                      |
| Bonometti 50’ | Marcatori | 10’ Ricco 79’ Donghi |

| Arbitro: | Stefano Setti (Reggio Emilia) |

|                               |           |                             |
| Alborghetti 50’ Zanoletti 57’ | Marcatori | 3’, 42’ Mangili 48’ Riboldi |

| Almenno San Salvatore 16 gennaio 2010, ore 14:30 CET 9ª giornata | Atalanta                   | 0 – 0 referto | Bardolino Verona | Centro sp. com. pol. F.lli Pedretti\| Arbitro: \| Michele Lombardi (Brescia) \| |
| Arbitro:                                                         | Michele Lombardi (Brescia) |               |                  |                                                                                 |

| Arbitro: | Veronica Vettorel (Latina) |

|             |           |  |
| Cantoro 55’ | Marcatori |  |

| Arbitro: | Riccardo Campana (Seregno) |

|  |           |                         |
|  | Marcatori | 60’ Camporese 65’ Mauro |

#### Girone di ritorno
| Arbitro: | Simone Serani (Monza) |

|                                      |           |  |
| Tona 26’, 43’ Pintus 49’ Fuselli 85’ | Marcatori |  |

| Arbitro: | Carmine Tullio Graziano (Mantova) |

|                            |           |  |
| Mangili 36’, 40’ Prost 93’ | Marcatori |  |

| Arbitro: | Mario Archidiacono (Trieste) |

|                                                       |           |             |
| Maglio 11’ Cester 15’ Zanetti 26’ Miani 47’ Lavia 81’ | Marcatori | 32’ Mangili |

| Arbitro: | Giorgio Natale Pretalli (Crema) |

|                 |           |          |
| Scarpellini 85’ | Marcatori | 7’ Mason |

| Arbitro: | Massimilano Ortuso (Ciampino) |

|            |           |            |
| Barreca 7’ | Marcatori | 62’ Picchi |

| Arbitro: | Pierantonio Perotti (Legnano) |

|             |           |             |
| Mangili 80’ | Marcatori | 2’ Sabatino |

| Arbitro: | Jacopo Rossi (Lecco) |

|                     |           |  |
| Greco 42’ Ricco 62’ | Marcatori |  |

| Arbitro: | Armando Gentile (Lodi) |

|                             |           |  |
| Scarpellini 86’ Mangili 90’ | Marcatori |  |

| Arbitro: | Alberto Marchetti (Vicenza) |

|                                                                          |           |  |
| Girelli 35’ Boni 45’ Rocha 51’, 75’ Gabbiadini 62’ Salvatori Rinaldi 86’ | Marcatori |  |

| Arbitro: | Federico Fossanova (Milano) |

|             |           |                                |
| Mangili 77’ | Marcatori | 30’ De Luca 45’ (rig.) Caramia |

| Arbitro: | Marco Cigana (Pordenone) |

|                                                        |           |  |
| Camporese 9’, 31’, 60’ Brumana 24’, 43’, 80’ Zorri 73’ | Marcatori |  |

### Coppa Italia

#### Seconda fase
| Torino 4 ottobre 2009, ore 15:00 CEST | Juventus Torino | 2 – 0 | Atalanta | Stadio Primo Nebiolo |

## Statistiche

### Statistiche di squadra
| Competizione | Punti | In casa | In casa | In casa | In casa | In casa | In casa | In trasferta | In trasferta | In trasferta | In trasferta | In trasferta | In trasferta | Totale | Totale | Totale | Totale | Totale | Totale | DR  |
| Competizione | Punti | G       | V       | N       | P       | Gf      | Gs      | G            | V            | N            | P            | Gf           | Gs           | G      | V      | N      | P      | Gf     | Gs     | DR  |
| ------------ | ----- | ------- | ------- | ------- | ------- | ------- | ------- | ------------ | ------------ | ------------ | ------------ | ------------ | ------------ | ------ | ------ | ------ | ------ | ------ | ------ | --- |
| Serie A      | 13    | 11      | 2       | 4       | 5       | 13      | 21      | 11           | 1            | 3            | 7            | 8            | 34           | 22     | 3      | 7      | 12     | 21     | 55     | -34 |
| Coppa Italia | -     | 0       | 0       | 0       | 0       | 0       | 0       | 1            | 0            | 0            | 1            | 0            | 2            | 1      | 0      | 0      | 1      | 0      | 2      | -2  |
| Totale       | -     | 11      | 2       | 4       | 5       | 13      | 21      | 12           | 1            | 3            | 8            | 8            | 36           | 23     | 3      | 7      | 13     | 21     | 57     | -36 |

### Statistiche delle giocatori
| Giocatore      | Serie A  | Serie A | Serie A     | Serie A    | Coppa Italia | Coppa Italia | Coppa Italia | Coppa Italia | Totale   | Totale | Totale      | Totale     |
| Giocatore      | Presenze | Reti    | Ammonizioni | Espulsioni | Presenze     | Reti         | Ammonizioni  | Espulsioni   | Presenze | Reti   | Ammonizioni | Espulsioni |
| -------------- | -------- | ------- | ----------- | ---------- | ------------ | ------------ | ------------ | ------------ | -------- | ------ | ----------- | ---------- |
| C. Barcella    | 1        | 0       | 0           | 0          | ?            | ?            | ?            | ?            | 1+       | 0+     | 0+          | 0+         |
| C. Benedetti   | 0        | 0       | 0           | 0          | ?            | ?            | ?            | ?            | 0+       | 0+     | 0+          | 0+         |
| V. Bianchessi  | 2        | 0       | 0           | 0          | ?            | ?            | ?            | ?            | 2+       | 0+     | 0+          | 0+         |
| A. Bonati      | 11       | 0       | 1           | 0          | ?            | ?            | ?            | ?            | 11+      | 0+     | 1+          | 0+         |
| C. Bonometti   | 9        | 2       | 0           | 0          | ?            | ?            | ?            | ?            | 9+       | 2+     | 0+          | 0+         |
| M. Brasi       | 18       | 0       | 4           | 0          | ?            | ?            | ?            | ?            | 18+      | 0+     | 4+          | 0+         |
| A. Caio        | 22       | 0       | 3           | 0          | ?            | ?            | ?            | ?            | 22+      | 0+     | 3+          | 0+         |
| S. Ceroni      | 20       | 0       | 2           | 1          | ?            | ?            | ?            | ?            | 20+      | 0+     | 2+          | 1+         |
| F. Fenaroli    | 8        | 0       | 1           | 0          | ?            | ?            | ?            | ?            | 8+       | 0+     | 1+          | 0+         |
| G. Ferrandi    | 5        | 0       | 0           | 0          | ?            | ?            | ?            | ?            | 5+       | 0+     | 0+          | 0+         |
| C. Filippi     | 9        | -26     | 0           | 0          | ?            | ?            | ?            | ?            | 9+       | -26+   | 0+          | 0+         |
| C. Frigerio    | 0        | 0       | 0           | 0          | ?            | ?            | ?            | ?            | 0+       | 0+     | 0+          | 0+         |
| M. Gamba       | 15       | -29     | 1           | 1          | ?            | ?            | ?            | ?            | 15+      | -29+   | 1+          | 1+         |
| V. Giacinti    | 10       | 0       | 0           | 0          | ?            | ?            | ?            | ?            | 10+      | 0+     | 0+          | 0+         |
| M. Iustoni     | 2        | 0       | 0           | 0          | ?            | ?            | ?            | ?            | 2+       | 0+     | 0+          | 0+         |
| M. Mangili     | 22       | 12      | 0           | 0          | ?            | ?            | ?            | ?            | 22+      | 12+    | 0+          | 0+         |
| C. Nespoli     | 10       | 0       | 3           | 0          | ?            | ?            | ?            | ?            | 10+      | 0+     | 3+          | 0+         |
| A. Pandolfi    | 9        | 0       | 0           | 0          | ?            | ?            | ?            | ?            | 9+       | 0+     | 0+          | 0+         |
| V. Pedretti    | 20       | 0       | 5           | 0          | ?            | ?            | ?            | ?            | 20+      | 0+     | 5+          | 0+         |
| E. Piacezzi    | 2        | 0       | 1           | 0          | ?            | ?            | ?            | ?            | 2+       | 0+     | 1+          | 0+         |
| R. Picchi      | 17       | 1       | 1           | 0          | ?            | ?            | ?            | ?            | 17+      | 1+     | 1+          | 0+         |
| D. Pizzi       | 8        | 0       | 1           | 0          | ?            | ?            | ?            | ?            | 8+       | 0+     | 1+          | 0+         |
| C. Poeta       | 2        | 0       | 1           | 0          | ?            | ?            | ?            | ?            | 2+       | 0+     | 1+          | 0+         |
| E. Prost       | 14       | 1       | 1           | 0          | ?            | ?            | ?            | ?            | 14+      | 1+     | 1+          | 0+         |
| N. Puja        | 3        | 0       | 1           | 0          | ?            | ?            | ?            | ?            | 3+       | 0+     | 1+          | 0+         |
| P. Riboldi     | 17       | 2       | 1           | 1          | 1            | 0            | ?            | ?            | 18       | 2      | 1+          | 1+         |
| R. Rota        | 0        | 0       | 0           | 0          | ?            | ?            | ?            | ?            | 0+       | 0+     | 0+          | 0+         |
| M. Salvi       | 0        | 0       | 0           | 0          | ?            | ?            | ?            | ?            | 0+       | 0+     | 0+          | 0+         |
| A. Scarpellini | 22       | 3       | 1           | 0          | ?            | ?            | ?            | ?            | 22+      | 3+     | 1+          | 0+         |
| G. Spinelli    | 1        | 0       | 0           | 0          | ?            | ?            | ?            | ?            | 1+       | 0+     | 0+          | 0+         |
| G. Spini       | 20       | 0       | 0           | 0          | ?            | ?            | ?            | ?            | 20+      | 0+     | 0+          | 0+         |
| M. Teli        | 0        | 0       | 0           | 0          | ?            | ?            | ?            | ?            | 0+       | 0+     | 0+          | 0+         |